# Graciela Tenenbaum
Graciela Ester Tenenbaum (Buenos Aires, 21 de noviembre de 1958) es una actriz argentina.

## Biografía
Comenzó a actuar en su colegio. Estudió Bellas Artes y Fonoaudiología. Antes de dedicarse profesionalmente a la actuación trabajó como secretaria, repartidora de expensas o oficinista, entre otros. Su carrera dio un salto importante cuando rodó el musical Drácula con Pepe Cibrián y Ángel Mahler.
Tras la pandemia de COVID-19 comenzó a dar clases de teatro online.

## Trabajos

### Cine
| Año  | Título                         | Personaje        |
| ---- | ------------------------------ | ---------------- |
| 1996 | El dedo en la llaga            | Mujer platazo    |
| 1998 | Diario para un cuento          | Margot           |
| 1999 | El mismo amor, la misma lluvia | Marita           |
| 2000 | Nueve reinas                   | Empleada #1      |
| 2001 | Rodrigo, la película           | Victoria "Vicky" |
| 2002 | Lugares comunes                | Verónica         |
| 2002 | Herencia                       | Elsa             |
| 2004 | Dolores de casada              | Petra            |
| 2003 | Un día en el paraíso           | Psicoanalista    |
| 2007 | Aparecidos                     | Amanda           |
| 2012 | La sublevación                 | Norma            |
| 2018 | Calzones rotos                 | Doña Doris       |
| 2019 | Los cerdos                     | Berta            |
| 2021 | Un muerto en la ventana        | Gertrudis        |
| 2022 | 1976                           | Sonia            |
| 2022 | Tesoro x Vida                  | Juana            |

| Año  | Título                          | Personaje |
| ---- | ------------------------------- | --------- |
| 1998 | Mujer negra                     | Mujer     |
| 2005 | Normal, asi lo resuelve Trovato | Marta     |
| 2016 | Receta amarga                   | Marcela   |

### Televisión
| Año       | Título                      | Personaje                              |
| --------- | --------------------------- | -------------------------------------- |
| 1988      | Los porteños                | Felicia                                |
| 1990      | Estado civil                | Claudia                                |
| 1990      | Estafa de amor              | Olga Rossino                           |
| 1991      | De dolor y gloria           | Magdalena "Magda"                      |
| 1992      | Corazones de fuego          | Adalgisa Fúnes                         |
| 1993      | Gerente de familia          | Elisa                                  |
| 1995-1996 | Nueve lunas                 | Amanda                                 |
| 1997      | Naranja y media             | Rosa                                   |
| 1999-2000 | Verano del ’98              | Marlene Vázquez                        |
| 2001      | El sodero de mi vida        | Fabiana                                |
| 2002      | Máximo corazón              | Margarita                              |
| 2003      | Durmiendo con mi jefe       | "Negri"                                |
| 2004      | Los secretos de papá        | Rosa                                   |
| 2005      | Mujeres asesinas            | Vecina "Ep17: Sandra, la gestora"      |
| 2006      | Mujeres asesinas 2          | Elena "Ep5: Javiera, ingenua"          |
| 2006      | Mujeres asesinas 2          | Gladys "Ep12: Felisa, desesperada"     |
| 2006      | Mujeres asesinas 2          | Pilar "Ep23: Ramona, justiciera"       |
| 2007      | Televisión por la identidad | Teresa Falco "Ep2: Juan"               |
| 2007      | Mujeres asesinas 3          | Esther "Ep2: Milagros, pastora"        |
| 2007      | Dirigime                    | Mónica                                 |
| 2007-2008 | Romeo y Julieta             | Rosa Medina                            |
| 2008      | Casi ángeles                | Iris                                   |
| 2008      | Oportunidades               | Mucama                                 |
| 2008-2009 | Los exitosos Pell$          | Mirta                                  |
| 2009-2010 | Valientes                   | Máxima                                 |
| 2010      | Herencia de amor            | Elsa Bravo                             |
| 2010      | Lo que el tiempo nos dejó   | Eugenia "Ep1: Mi mensaje"              |
| 2011      | Tiempo de pensar            | Patricia "Ep3: El cuerpo de ella"      |
| 2011      | Tiempo de pensar            | Laura "Ep9: Marcada a fuego"           |
| 2011      | Adictos                     | Isabel "Ep9: Plata del dia: vida sana" |
| 2011      | Adictos                     | Marta "Ep12: La única verdad"          |
| 2012      | El pueblo del pomelo rosado | Sandra "Coca"                          |
| 2013-2014 | Solamente vos               | Mirna Buzelli                          |
| 2013      | Ecos                        | Lucrecia Guzman                        |
| 2015      | Fabricas                    | Viviana                                |
| 2017      | Golpe al corazón            | Leticia                                |
| 2018      | Cien días para enamorarse   | Raquel                                 |
| 2018      | Run Coyote Run              | Carlota Bassan                         |
| 2019      | Secreto bien guardado       | Dora López                             |
| 2019      | Apache                      | Doña Cleo                              |
| 2020      | Puerta 7                    | Mabel                                  |
| 2020      | El secretario               | Blanca Juarez                          |
| 2021      | Pequeñas Victorias          | Beatriz "Bety"                         |
| 2022      | Diario de un gigoló         | Rosa                                   |
| 2025      | En el barro                 | Lidia                                  |

## Premios y nominaciones
| Año  | Premio               | Categoría                  | Programa  | Resultado |
| ---- | -------------------- | -------------------------- | --------- | --------- |
| 2009 | Premio Martín Fierro | Actriz de reparto en Drama | Valientes | Nominada  |